# シティボーイズ
シティボーイズは、大竹まこと、きたろう、斉木しげるの3人で構成するコントユニットである。1979年結成。ASH&Dコーポレーション所属（デビュー当初はプロダクション人力舎）。

## メンバー
- 大竹まこと（おおたけ　まこと、本名:大竹 真）

　　 1949年5月22日（75歳）　双子座・A型
- きたろう（きたろう、本名:古関 安広）

　　 1948年8月25日（76歳）　乙女座・O型
- 斉木しげる（さいき しげる、本名:斎藤 滋樹）

　　 1949年11月18日（75歳）　蠍座・O型

## 来歴
劇団「表現劇場」のメンバーだった3人で1979年に結成。当時の劇団仲間には風間杜夫がいる。名前の由来はつかこうへい劇団にあった野球チームである。
池波志乃は俳優小劇場時代の後輩であり仲が良い。駆け出しの若い頃は、先に売れた彼女と談笑しているだけで、事情を知らないスタッフらに「池波さんになれなれしく接するんじゃない」と怒られた事もあるという。
1981年から『お笑いスター誕生!!』に出場し、10週勝ち抜きでグランプリを獲得したことで知名度が上がり、各方面で活躍することになる。各々のソロ活動については、それぞれ各人の記事にて説明されているためそちらを参照のこと。
近年は個人の活動が多いが、2011年までは毎年ゴールデンウィーク前後に舞台公演（コントライブ）を行っている。この舞台公演には中村有志がほぼ毎年参加しているほか、親交の深いいとうせいこうなどさまざまゲストを迎えている。また2000年までは三木聡が常に演出をしていた。最後の2000年に舞台と共に上映した「まぬけの殻」は三木の初映像作品である。
コントの内容は、不条理性を中心に据えたものから、社会状況を風刺したものまで幅広い。後者に分類されるものとしては、殺人事件の犯人の容疑者として逮捕された人間に退去を迫る団地住人や、暴れる犯人から逃げた警官の逃避行を描くものなどが挙げられる。しかし、彼らが"実際に起きた事件"をそのまま題材にするのは非常に珍しい例である。
これらのライブは、WOWOWがテレビ放送を行っている。生放送の場合もあれば、録画放送の場合もある。地上波のテレビ番組より表現内容がシビアであり、発言内容に一部ノイズが乗せられることも多い。具体例として、商品名や放送コードにかかるようなものなど。地上波では放送できない内容のコントが放送されることは多い。

## 舞台公演（定例）
- シティボーイズ・ショー『思想のない演劇よりもそそうのないコント!!』
作・演出：シティボーイズ
ゲスト：内藤陳、秋野まり子
1983年1月22日、会場:渋谷ジァン・ジァン
- シティボーイズ・ショー『シティBの他ではできない大人の遊び、Adult Shopping』
作・演出：シティボーイズ
ゲスト：竹中直人、秋野まり子、後藤ヒロ
1983年5月8日、会場:渋谷ジァン・ジァン
- シティボーイズ・ショー『照れ屋の宮沢くん』
作・演出：宮沢章夫
ゲスト：竹中直人、秋野まり子
1983年9月4日、会場:渋谷ジァン・ジァン
- シティボーイズ・ショー『おおいばりの宮沢君』
作・演出：宮沢章夫+脳みそ達
ゲスト：竹中直人、秋野まり子、後藤ヒロ、布施絵理、森田理恵
1984年1月18日・19日、会場:渋谷ジァン・ジァン
- シティボーイズ・ショー『ハワイの宮沢君』
作・演出：宮沢章夫+脳みそ達
ゲスト：竹中直人、秋野まり子、後藤ヒロ、布施絵理、森田理恵
1984年5月18日・19日、会場:渋谷ジァン・ジァン
- シティボーイズ・ショー『コズミックダンスへの招待』
作・演出：宮沢章夫
ゲスト：中村ゆうじ、笹野高史（東京公演）、いとうせいこう（大阪公演）、秋野まり子、布施絵理、田丸小玉、森正雪
1984年12月17日 - 19日、会場:渋谷ジァン・ジァン、1985年2月22日、会場:大阪プランタンなんば・フォーラムエイトホール
- シティボーイズ・ショー『サイバワーで、ゴー!ゴー!ゴー!』
作・演出：宮沢章夫
ゲスト：中村ゆうじ、秋野まり子、布施絵理、田丸小玉、森正雪
1985年4月19日 - 21日、会場:渋谷ジァン・ジァン
- シティボーイズ・ライブ1989年公演『さまよえるオランダ人』
演出：三木聡
会場：渋谷ジァン・ジァン
- シティボーイズ・ライブ1989年公演『サイパン』
演出：三木聡
会場：新宿スペース107
- シティボーイズ・ライブ1990年公演『ワニの民』
演出：三木聡
会場：新宿スペース107
- シティボーイズ・ライブ1991年公演『14Cの記憶』
演出：三木聡
会場：新宿スペース107
- シティボーイズ・ライブ1992年公演『鍵のないトイレ』
演出：三木聡
作：三木聡、シティボーイズ
音楽：小西康陽（ピチカート・ファイヴ）
会場：東京・渋谷ジァン・ジァン、大阪・近鉄アート館
- シティボーイズ・ライブ1993年公演『愚者の代弁者、西へ』
演出：三木聡
作：三木聡、シティボーイズ
音楽：小西康陽（ピチカート・ファイヴ）
会場：東京・TOKYO FM HALL
- シティボーイズ・ライブ1994年公演『ゴム脳市場』
ゲスト：布施絵里、大堀浩一、藤岡太郎、グリマンデル、工事現場2号
演出：三木聡
作：三木聡、シティボーイズ
音楽：小西康陽（ピチカート・ファイヴ）
会場：東京・パナソニック・グローブ座 他
- シティボーイズ・ライブ1995年公演『愚者の代弁者、うっかり東へ』
ゲスト：中村有志、いとうせいこう
演出：三木聡
作：三木聡、シティボーイズ
テーマ曲：小西康陽（ピチカート・ファイヴ）
音楽：Fantastic Plastic Machine
- シティボーイズ・ライブ1996年公演『丈夫な足場』
ゲスト：中村有志、いとうせいこう
演出：三木聡
作：三木聡、シティボーイズ、中村有志、いとうせいこう
音楽：小西康陽（ピチカート・ファイヴ）
- シティボーイズ・ライブ1997年公演『NOT FOUND あるいは、レイヴ・ウィズ・ザ・キャッチボールシスターズ』
ゲスト：中村有志、いとうせいこう
演出：三木聡
作：三木聡、シティボーイズ、中村有志、いとうせいこう
音楽：小西康陽（ピチカート・ファイヴ）、Fantastic Plastic Machine、LOUIS PHILIPPE ほか
演出助手：大野慶助、久留蝶丸
会場：東京グローブ座、日比谷野外音楽堂（追加公演の『NOT FOUND 非常識な青空』）
- シティボーイズ・ライブ1998年公演『真空報告官ピー（P）』
ゲスト：中村有志、いとうせいこう
演出：三木聡
作：三木聡、シティボーイズ、中村有志、いとうせいこう
音楽：金子隆博（BIG HORNS BEE）
演出助手：鈴木隆信、本田久就
会場：東京グローブ座、渋谷公会堂（追加公演の『真空報告官大運動会』）
- シティボーイズ・ライブ1999年公演『夏への無意識』
ゲスト：なし
演出：三木聡
作：三木聡、シティボーイズ
音楽：小西康陽（ピチカート・ファイヴ）
演出補：大野慶助
演出助手：鈴木隆信、本田久就
会場：東京・天王州アイル アートスフィア
- シティボーイズ ライブ 2000年公演『ウルトラシオシオハイミナール 』
ゲスト：野宮真貴（ピチカート・ファイヴ）、本田久就
演出：三木聡
作：三木聡、シティボーイズ
音楽：LOUIS PHILIPPE、皆川勝
演出助手：坪田塁、金井純一
会場：東京・天王洲アイル アートスフィア、愛知・愛知県芸術劇場大ホール、大阪・シアター・ドラマシティ
- シティボーイズミックス Presents『ラ ハッスル きのこショー』（2001年）
ゲスト：中村有志、いとうせいこう
作・演出：坪田塁
作：細川徹、シティボーイズ、中村有志、いとうせいこう
音楽：小椋悟
選曲：坪田塁、いとうせいこう
- シティボーイズミックス PRESENTS『パパ・センプリチータ』（2002年）
ゲスト：中村有志、犬山犬子
作・演出：坪田塁
作：細川徹、会沢展年、丸二祐亮、シティボーイズ、中村有志
音楽：石野卓球
映像監督：中野裕之
- シティボーイズミックス PRESENTS『NOTA 〜恙無き限界ワルツ〜』（2003年）
ゲスト：中村有志、YOU、五月女ケイ子
作・演出：細川徹
作：坪田塁、丸二祐亮、シティボーイズ、中村有志
音楽：西寺郷太（NONA REEVES）
- シティボーイズミックス PRESENTS『だめな人の前をメザシを持って移動中』（2004年）
ゲスト：中村有志、チョップリン
作・演出：細川徹
作：坪田塁、丸二祐亮、シティボーイズ、中村有志
音楽：PE'Z
映像監督：番場秀一
- シティボーイズミックス PRESENTS『メンタル三兄弟の恋』（2005年）
ゲスト：中村有志、のろま会
演出：細川徹
音楽：金子隆博（BIG HORNS BEE）
会場：東京・アートスフィア、大阪・梅田芸術劇場シアター・ドラマシティ、愛知・名古屋市民会館、福岡・北九州芸術劇場
- シティボーイズミックス PRESENTS 『マンドラゴラの降る沼』（2006年）
ゲスト：中村有志、いとうせいこう、銀粉蝶
作・演出：細川徹
作：丸二祐亮、平元建太、シティボーイズ、中村有志
作・構成：いとうせいこう
音楽：SHINCO（スチャダラパー）
会場：東京・池上本門寺境内特設テント、福岡・北九州芸術劇場大ホール、愛知・名古屋市青少年文化センターアートピア、大阪・梅田芸術劇場シアター・ドラマシティ
- シティボーイズミックス PRESENTS 『モーゴの人々』 （2007年）
ゲスト：中村有志、大森博史、ムロツヨシ
作・演出：細川徹
作：シティボーイズ、中村有志
プロットアシスタント：丸二祐亮、平元建太
音楽プロデュース：坂口修
会場：東京・天王洲 銀河劇場、大阪・梅田芸術劇場シアター・ドラマシティ、愛知・愛知県勤労会館、福岡・北九州芸術劇場大ホール
- シティボーイズミックス PRESENTS 『オペレッタ ロータスとピエーレ』 （2008年）
ゲスト：中村有志、ピエール瀧
作・演出：細川徹
脚本補：本田久就、丸二祐亮
音楽：TUCKER
広報デザイン：ハシモトグラフィックス
会場：東京・天王洲 銀河劇場、大阪・梅田芸術劇場シアター・ドラマシティ、愛知・愛知県勤労会館
- シティボーイズミックス PRESENTS 『そこで黄金のキッス』 （2009年）
ゲスト：中村有志、細川徹、ふじきみつ彦、春山優
演出：細川徹
作：細川徹、ふじきみつ彦、シティボーイズ、中村有志
音楽：カジヒデキ
パンフレットデザイン：ハシモトグラフィックス
ポスター・フライヤーデザイン：有限会社ON
会場：東京・新国立劇場中劇場、愛知・名古屋市青少年文化センターアートピア、大阪・梅田芸術劇場シアター・ドラマシティ、岡山・倉敷市芸文館ホール
- シティボーイズミックス PRESENTS 『10月突然大豆のごとく』 （2010年）
ゲスト：中村有志、高佐一慈・尾関高文（THE GEESE）、飛永翼・大水洋介（ラバーガール）
演出：細川徹
作：細川徹、ふじきみつ彦、向田邦彦、シティボーイズ、中村有志
音楽：沖井礼二（FROG）
パンフレットデザイン：ハシモトグラフィックス
ポスター・フライヤーデザイン：有限会社ON
会場：東京・新国立劇場中劇場、愛知・名鉄ホール
- シティボーイズミックス PRESENTS 『動かない蟻』（2011年）
ゲスト：中村有志、辺見えみり、荒川良々
作・演出：天久聖一
音楽：坂口修
パンフレットデザイン：アメタ食堂
ポスター・フライヤーデザイン：有限会社ON
会場：東京・世田谷パブリックシアター、大阪・梅田芸術劇場シアター・ドラマシティ、愛知・名鉄ホール
- シティボーイズミックス PRESENTS 『西瓜割の棒、あなたたちの春に、桜の下ではじめる準備を』（2013年）
ゲスト：中村有志、いとうせいこう、戌井昭人（鉄割アルバトロスケット）、笠木泉
作・演出：宮沢章夫
音楽：高田漣
映像：高橋啓祐（ニブロール）
パンフレットデザイン：有限会社ON
会場：東京・世田谷パブリックシアター、大阪・梅田芸術劇場シアター・ドラマシティ、愛知・名古屋市青少年文化センター・アートピア、福岡・北九州芸術劇場中劇場
- シティボーイズ　ファイナル part.1 『燃えるゴミ』（2015年）
ゲスト：なし
作・演出：前田司郎
音楽：大竹涼太
パンフレットデザイン：アメタ食堂
会場：東京グローブ座
- 『仕事の前にシンナーを吸うな、』（2017年）
ゲスト：ライス[2]
構成・演出：三木聡
演出補：坪田塁
フライヤーデザイン：有限会社ON
会場：よみうり大手町ホール
  - 30分程度の新作コントを1本のみ披露した公演。

## 舞台公演（その他）
- 「三鷹公演・シティボーイズなひととき」（1996年11月）
会場：三鷹市芸術文化センター
- 「三鷹公演・さらにシティボーイズなひととき」（1997年11月）
会場：三鷹市芸術文化センター
- 「三鷹公演・ますますシティボーイズなひととき」（1998年11月）
会場：三鷹市芸術文化センター
- 「ウナノッテ」（2001年12月12日）
会場：日本青年館
- 「灰とダイヤモンド」〜新老人の集い（2007年11月27日、WOWOW「ライブ@ライズ」シリーズ第五夜）
会場：シネマライズ
- 「ASH&Dライブ vol. 3」（2012年4月21日・22日）
会場：前進座 劇場
- 「ASH&Dライブ2019」（2019年8月31日）
会場：北とぴあ さくらホール
  - 所属事務所の全タレントが出演したライブ。大竹はムロツヨシとともに司会進行を、きたろうはムロツヨシとともにコントを、斉木は久本朋子とともにコントを行ったほか、トリでシティボーイズが単独でコントを披露した。

## 映画上映・トークショー
- 「まぬけの殻」（2000年の舞台の後放映された映画）
監督：三木聡
- 「シティボーイズのFilm noir〜トーク祭り〜」（2010年5月・7月24日-8月6日）
上映作品
  - 「マジメくん」（監督：福田雄一）
  - 「俺の切腹」（監督：沖田修一）
  - 「ダーク オン ダーク」（監督：大竹まこと）
  - （おまけ）「ドキュメント中村有志」（監督：きたろう）

## ディナーショー
- 2004年8月13日、ヒルトン名古屋
ゲスト：久本朋子

## テレビ
レギュラー番組
- 大進撃!おもしろ組（1980年10月 - 1981年3月、フジテレビ） -　テレビ初レギュラー番組
- お笑いスター誕生!!（1981年 - 1983年、日本テレビ）
- どんぶり5656（1983年 - 1984年、よみうりテレビ／関西ローカル）
- おもしろプレヌーン（1984年、テレビ東京）
- パックンたまご!（1985年9月 - 1986年3月、テレビ朝日）
- 爆笑・一ッ気族!（1985年 - 1987年、TBS）
- なげやり倶楽部（1985年 - 1986年、よみうりテレビ／関西ローカル）
- おじゃまします（1985年、TBS）
- 夢のコドモニヨン王国（1986年、テレビ東京）
- 夢みてカルロス（1986年?、TBS）
- GOB（1990年 - 1991年、日本テレビ）
- 知ってドーするの!?（1996年、テレビ東京）

スペシャル番組
- FNSソフト工場『シティボーイズの10カウントショー』（2001年、テレビ新広島） - エンディングテーマ：斉木しげる「恋人達のゴム脳」
- シティボーイズ30年史 コントだけよ（2009年、WOWOW） - 結成30周年を記念したスペシャルプログラム。構成：本田久就、ふじきみつ彦
- シティボーイズでやってみた!（2012年、BSフジ）- 結成34年目にして初の冠番組

## CM
- 長崎屋

## ラジオ
- シティボーイズ ファイナル Part.2 SAYONARAシティボーイズ（2023年4月1日 - 2025年3月30日、文化放送）
2023年2月17日に1時間30分の特番として放送[3]、4月1日より毎週土曜日19:00 - 19:30放送でレギュラー化[4]。
2024年4月7日より毎週日曜日3:30〜4:00放送。
トークとコントで構成される。
特番のみヒコロヒー（ナビゲーター）、ピエール瀧（トークゲスト）が出演。

## ビデオ
- 業界くん物語 〜業界人養成ギブス〜（ポニー）
監督：中野裕之
原作・脚本：いとうせいこう
脚本：中島らも、三木聡、浮ケ谷高伸、しりあがり寿
- スネークマンショー 楽しいテレビ（ポニー）※2009年にDVD化
監督：桑原茂一

## CD
- 20世紀のシティボーイズ 〜20th Century cityboys〜 （2005年3月9日、PSC International）
1992年から2000年までの定例公演のサウンドトラック集。

### 参加作品
| 発売日        | 収録先（アーティスト名 / タイトル）     | 参加曲 | 備考                                                                             |
| ------------- | --------------------------------------- | ------ | -------------------------------------------------------------------------------- |
| 2016年9月21日 | いとうせいこう&リビルダーズ『再建設的』 | MONEY  | いとうせいこうトリビュートアルバム 大竹まこと with きたろう&斉木しげる名義で収録 |

## 受賞歴
- 1983年 日本テレビ お笑いスター誕生!! 10週勝ち抜きグランプリ
- 1986年 フジテレビ 第14回日本放送演芸大賞 ホープ賞
- 1986年 関西テレビ・フジテレビ 第6回花王名人大賞 最優秀新人賞